# Lampyris pseudozenkeri
Lampyris pseudozenkeri là một loài bọ cánh cứng trong họ Đom đóm (Lampyridae). Loài này được Geisthardt miêu tả khoa học năm 1999.